# Rozwścieczony uciekinier
Rozwścieczony uciekinier (ang. Without Mercy) – amerykańsko-indonezyjski film akcji z 1995 roku, napisany i wyreżyserowany przez Roberta Chappella, z Frankiem Zagarino obsadzonym w roli głównej/tytułowej.

## Opis fabuły
W trakcie misji w Somalii, John Carter, żołnierz Marines, wpada w zasadzkę i trafia do niewoli. Poddawany torturom, jest bity, upokarzany i przetrzymywany nago w bardzo ciasnym pomieszczeniu. W końcu, po trzech latach przesłuchań, udaje mu się odzyskać wolność. Carter zamieszkuje w Hongkongu i zarabia na życie jako zawodnik nielegalnych walk kumite. Mężczyzna poznaje młodą Azjatkę Tanyę, na której ciele zauważa naszyjnik, który podarował małej dziewczynce podczas wojny.

## Obsada
- Frank Zagarino – John Carter
- Ayu Azhari – Tanya
- Martin Kove – Wolf Larsen
- Frans Tumbuan – kapitan Karno
- Advent Bangun – Tomo
- John Honeyben – doktor